# Akysis clinatus
Akysis clinatus — вид риб з роду Akysis родини Akysidae ряду сомоподібні. Назва походить від латинського слова clinatus, тобто «кривий».

## Опис
Загальна довжина сягає 3,3 см. Зверху голова і корпус складають наче одне ціле і мають майже одну ширину, голова трохи ширше. Тулуб короткий, зокрема й хвостове стебло, високий в спині. Скелет складається з 32–34 хребців. Хвостове стебло сильно стисле з боків. У спинному плавці 2 колючих і 5 м'яких променів, в анальному 10–11 м'яких променів. Грудні плавці широкі, з 1 жорстким шипом, завдовжки 16,1–17,4 % загальної довжини тіла. На останньому є також зубчики. У самців коротші черевні плавники і опуклий статевий сосочок. Жировий плавець короткий. Анальний плавець помірно великий. Хвостовий плавець подовжений з виїмкою.
Передня частина тулуба і голова коричневі. Далі вздовж тулубу і хвостового стебла проходить смуга, яка переходить в основі хвостового плавця є пляма неправильної форми. На хвостовому плавці присутні 2–3 смуги, інші плавці — з великими цятками. Вусики теж смугасті.

## Спосіб життя
Це демерсальна риба. Воліє до прісної та чистої води. Трапляється в річках зі швидкою течією на піщаних ґрунтах. Тримається біля берега, де течія менша і де можна сховатися під затонулими листям. Може миттєво зариватися до ґрунту. Активна вночі. Живиться дрібними донними безхребетними.
Нерест груповий: 1 самиця і декілька самців.

## Розповсюдження
Мешкає у водоймищах Камбоджі.